# Niezguła
Niezguła – debiutancka powieść Juliusza Kadena-Bandrowskiego wydana w 1911 równolegle przez Księgarnię Polską B. Połonieckiego we Lwowie i Wydawnictwo E. Wende w Warszawie.
Utwór napisany jest w duchu prozy młodopolskiej. Pierwotnie zatytułowany został Tęsknota. Główny bohater (Dem) przeżywa wewnętrzne dylematy, a autor prezentuje czytelnikom skomplikowaną analizę psychologiczną jego przeżyć. Wszystko to ukazane jest na tle społecznych i politycznych realiów rewolucji roku 1905. Pojawiają się wątki autobiograficzne, np. pobyt w Gruzji, co nie zmienia faktu, że autor dystansuje się od bohatera.
Wypowiedzi Dema, cytowane niekiedy w mowie niezależnej, są stylizowane i prywatne, co odróżnia je od nie nacechowanych stylistycznie, a zatem bezosobowych kwestii narratora.
Według Krystyny Jakowskiej Niezguła jest typową powieścią młodopolską z dużymi podobieństwami do techniki pisarskiej Stefana Żeromskiego, np. charakterystyczną dla Żeromskiego praktyką paralelnego opisu „stanu duszy” postaci i odpowiednio dobranego do tego krajobrazu.